# جابيت أوتوني
جابيت أوتوني (بالإنجليزية: Japhet Uutoni) (مواليد 29 يونيو 1979) هو ملاكم ناميبي، مثّل بلاده في الألعاب الأولمبية الصيفية 2008.

## روابط خارجية
جابيت أوتوني على موقع بوكس ريك (الإنجليزية) (registration required)
- جابيت أوتوني على موقع أوليمبيديا (الإنجليزية)
- جابيت أوتوني على موقع اتحاد ألعاب الكومنولث (مؤرشف) (الإنجليزية)
- جابيت أوتوني على موقع دورة ألعاب الكومنولث 2006 (مؤرشف) (الإنجليزية)